# Wichman z Seeburga

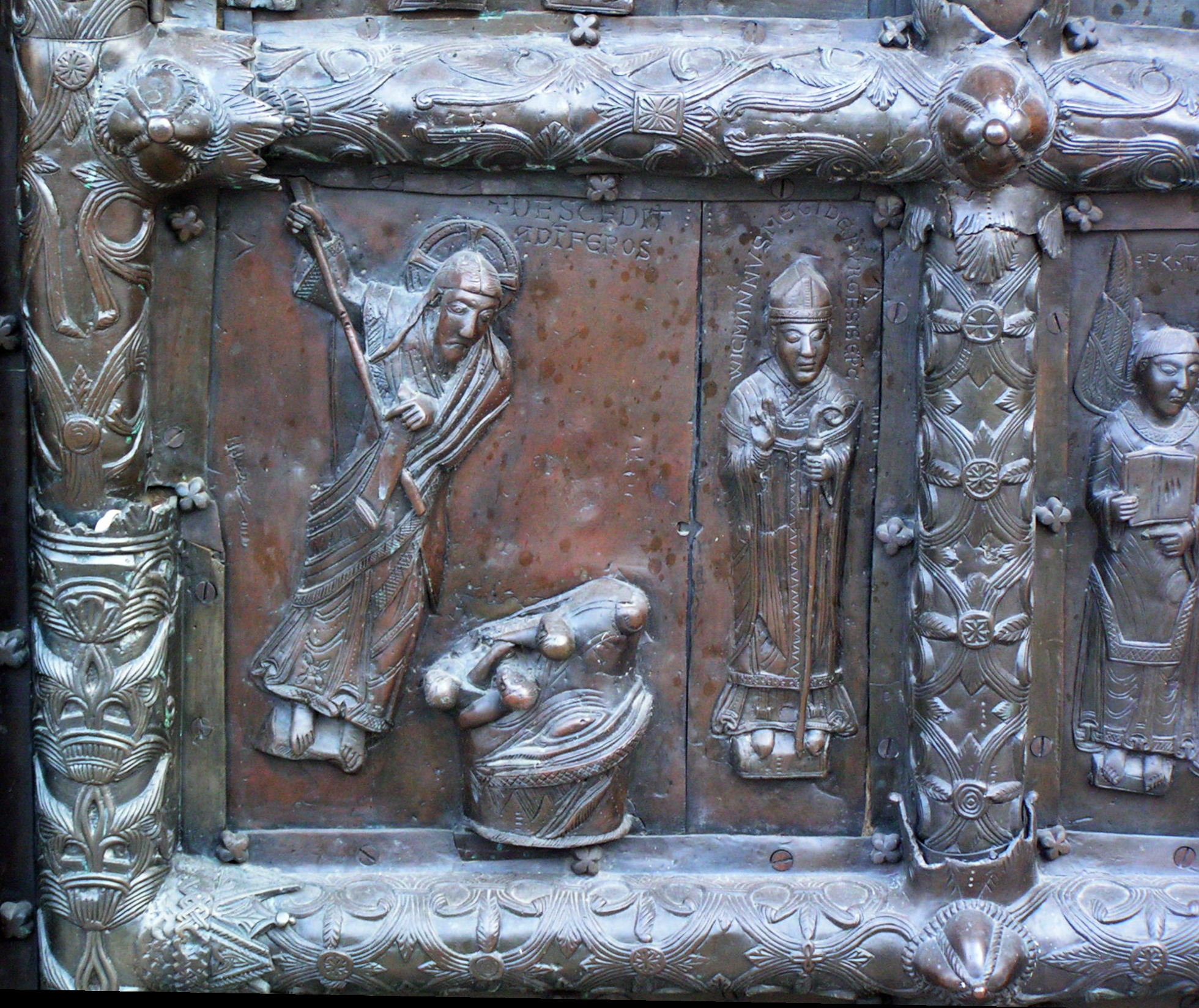
Wichman (postać w środku, nieco bliżej prawej strony) na drzwiach płockich

Wichman z Seeburga (niem. Wichmann von Seeburg; ur. krótko przed 1116, zm. 25 sierpnia 1192 w Könnern) – biskup Naumburga od 1149 do 1154 r., arcybiskup Magdeburga od 1152 r.; bliski współpracownik Fryderyka I Barbarossy, odgrywający ważną rolę w polityce Niemiec swych czasów.

## Życiorys
Wichman był synem Gerona, hrabiego Seeburga (zmarłego w 1122 r.), oraz Matyldy, siostry margrabiego Miśni i Łużyc Konrada z rodu Wettinów. Kształcił się w Halberstadt. W 1136 r. jest poświadczony jako kanonik kapituły katedralnej w Halberstadt, a w 1146 r. został prepozytem tej kapituły. W 1149 r. został wybrany (zapewne pod wpływem swego wuja Konrada Wielkiego) biskupem Naumburga, a funkcję tę objął w kolejnym roku i piastował do 1154 r. W 1152 r. po podwójnym, niezgodnym wyborze arcybiskupa Magdeburga przez tamtejszą kapitułę, cesarz Fryderyk I Barbarossa postanowił odrzucić obu kandydatów i przenieść na to stanowisko Wichmana, wbrew woli papieża Eugeniusza III, przeciwnego przeniesieniu biskupa z jednej diecezji do innej. Wichman przyjął tytuł arcybiskupa, ale nie przejął faktycznie archidiecezji magdeburskiej i nadal zarządzał diecezją naumburską. Papież wzywał kapitułę magdeburską i biskupów niemieckich do nieuznawania Wichmana jako arcybiskupa, a w 1153 r. legaci papiescy podczas sejmu w Wormacji bezskutecznie próbowali zmusić Wichmana do ustąpienia. Ten jednak w 1154 r. udał się do Rzymu i z rąk kolejnego papieża Anastazego IV otrzymał paliusz arcybiskupi. 
Podczas swych długich rządów w archidiecezji magdeburskiej Wichman popierał cesarza Fryderyka I Barbarossę i stał się jednym z najważniejszych książąt duchownych w Niemczech swoich czasów. Dbał także o rozwój terytorialny i gospodarczy księstwa arcybiskupiego, zmodernizował jego administrację i prawo. Kilkakrotnie uczestniczył we włoskich wyprawach cesarza. W 1157 r. zwołał synod w Merseburgu. W tym samym roku uczestniczył w wyprawie Fryderyka I przeciwko Polsce i zdobył wraz z margrabią Marchii Północnej Albrechtem Niedźwiedziem Brennę. W 1160 r. uczestniczył w synodzie w Pawii, podczas którego wybrano antypapieża Wiktora IV. Uzyskał przy tym od Wiktora podporządkowanie arcybiskupstwu Magdeburga biskupstwa pomorskiego. W 1164 r. udał się do Ziemi Świętej. W 1165 r. brał udział w synodzie w Würzburgu, gdzie zajął stanowisko mediacyjne pomiędzy papieżem Aleksandrem III i antypapieżem Paschalisem II. W 1166 r. stał na czele koalicji przeciwko księciu Henrykowi Lwu. Z czasem jednak jego stosunki z Henrykiem się poprawiły i w 1172 r. książę, wyjeżdżając do Ziemi Świętej, powierzył mu regencję w Saksonii. W tym samym roku uczestniczył w wyprawie cesarskiej przeciwko Bolesławowi Kędzierzawemu. W 1176 r. wziął udział w bitwie pod Legnano, a następnie miał duży udział w wynegocjowaniu zawartego rok później pokoju pomiędzy cesarzem i papieżem Aleksandrem III. W 1178 r. pośredniczył w zawarciu pokoju pomiędzy księciem Henrykiem Lwem i arcybiskupem Kolonii Filipem z Heinsbergu. W 1179 r. wziął jednak udział w wojnie przeciwko Henrykowi, który wysłał przeciwko Wichmanowi oddziały Słowian. W 1181 r. zdobył i kazał zniszczyć Haldensleben. W tym samym roku doprowadził Henryka Lwa przed sąd w Erfurcie, na którym książę został skazany na banicję. Aż do śmierci uczestniczył w sporach cesarsko-papieskich, m.in. w 1187 r. występował w imieniu biskupów niemieckiego do papieża Urbana III. W 1192 r. na zlecenie króla Henryka VI zwołał saskich możnych do Goslaru w celu omówienia działań przeciwko Welfom.
Był fundatorem i darczyńcą licznych klasztorów, m.in. założył w 1181 r. klasztor Zinna koło Jüterbogu. Prowadził akcję kolonizacyjną na terenach sobie podległych. Organizował strukturę parafialną archidiecezji. Był inicjatorem kodyfikacji prawa magdeburskiego – nadał je swej stolicy w 1188 r.
Został pochowany w katedrze w Magdeburgu (jego wnętrzności pochowano w Könnern). Jest jedną z postaci przedstawionych na drzwiach płockich.